# Place du Général-de-Gaulle (Metz)
Pour les articles homonymes, voir Place du Général-de-Gaulle.
La place du Général-de-Gaulle est une voie de Metz en Moselle.

## Situation et accès
C'est une place qui se situe dans le quartier impérial dans la ville de Metz, en Moselle.

## Origine du nom
Elle porte le nom du militaire, résistant, homme d'État et écrivain Charles de Gaulle (1890-1970).

## Historique
La place (anc. place de la Gare) date du XXe siècle a été réaménagée sur un projet initial de Bernard Huet dans un aspect théâtral, lors de la création d’une voie de circulation et d’un parc de stationnement souterrain.
Depuis 2013, la place est aplanie dans le cadre de la création du Mettis et de ses voies dédiées, afin de faciliter l'inter-modalité entre les différents modes de transport.

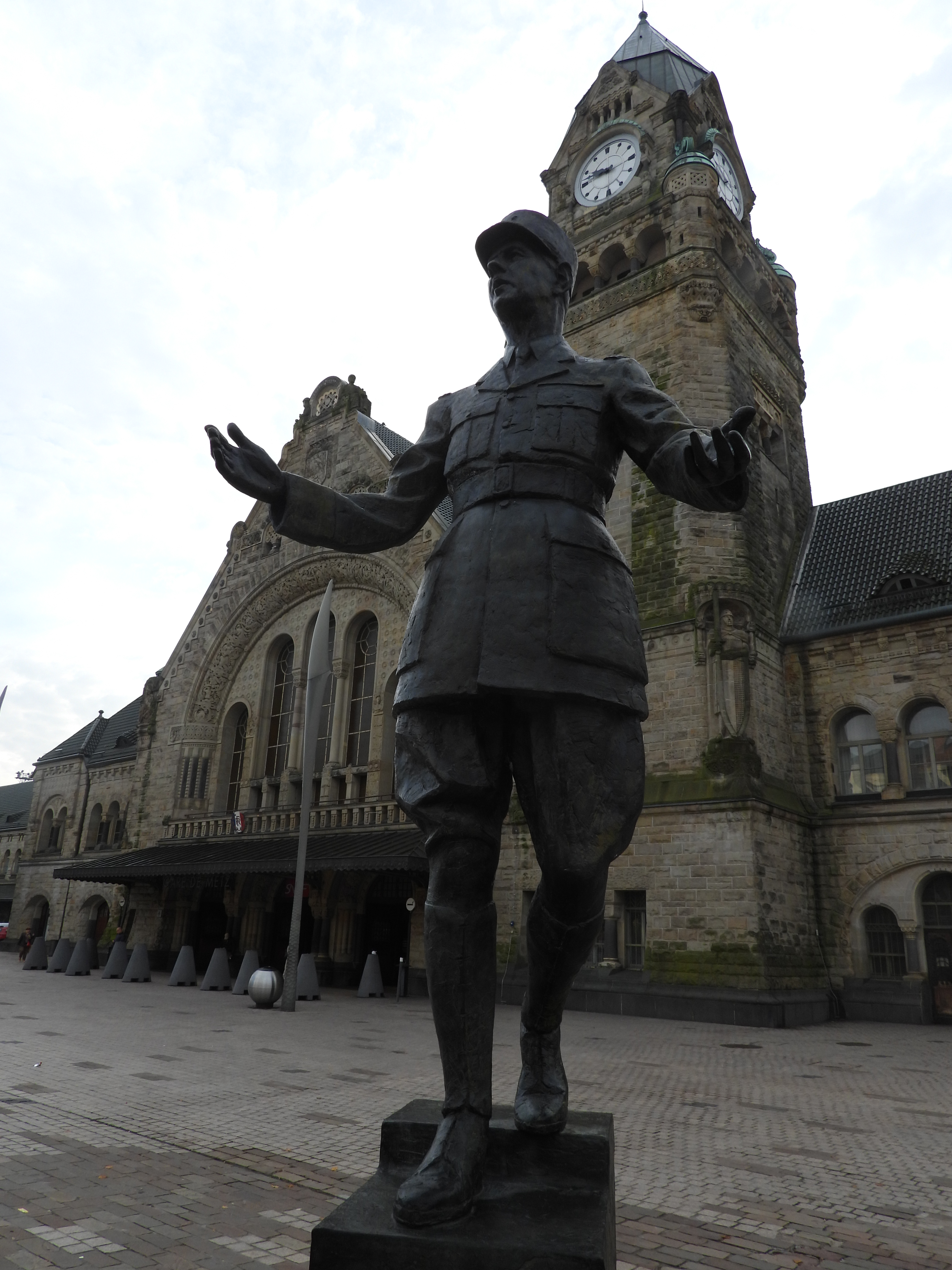
La statue de Charles de Gaulle

Le 17 janvier 2021 une statue du géneral de Gaulle est inaugurée sur la place.

## Bâtiments remarquables et lieux de mémoire
Sur cette place se trouve entre autres la gare de Metz-Ville, elle a été élue plus belle gare de France le 21 décembre 2018 et l'Hôtel des Postes de Metz qui est un édifice de style néoroman, construit à Metz en 1905 par les autorités allemandes. 

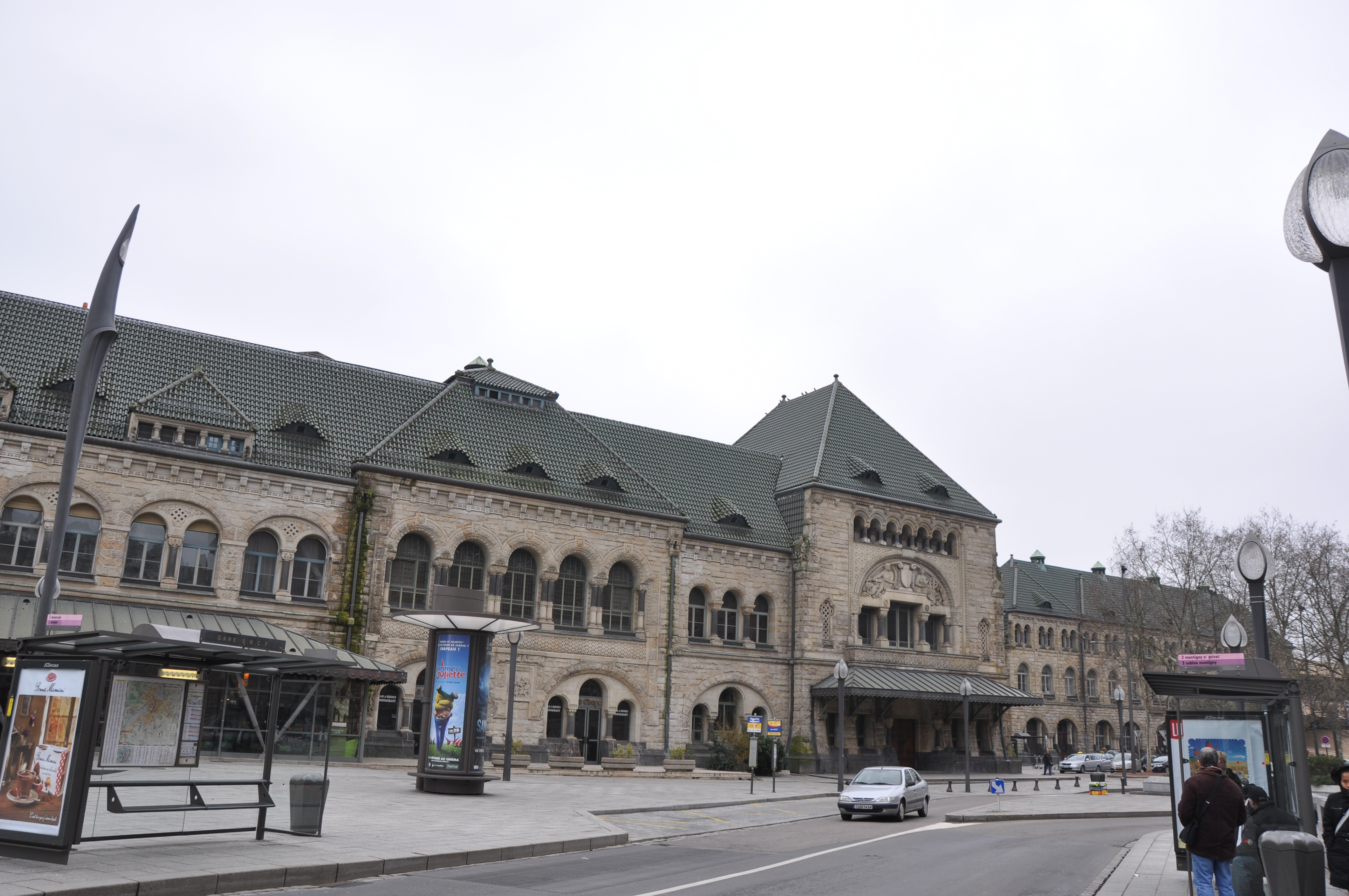
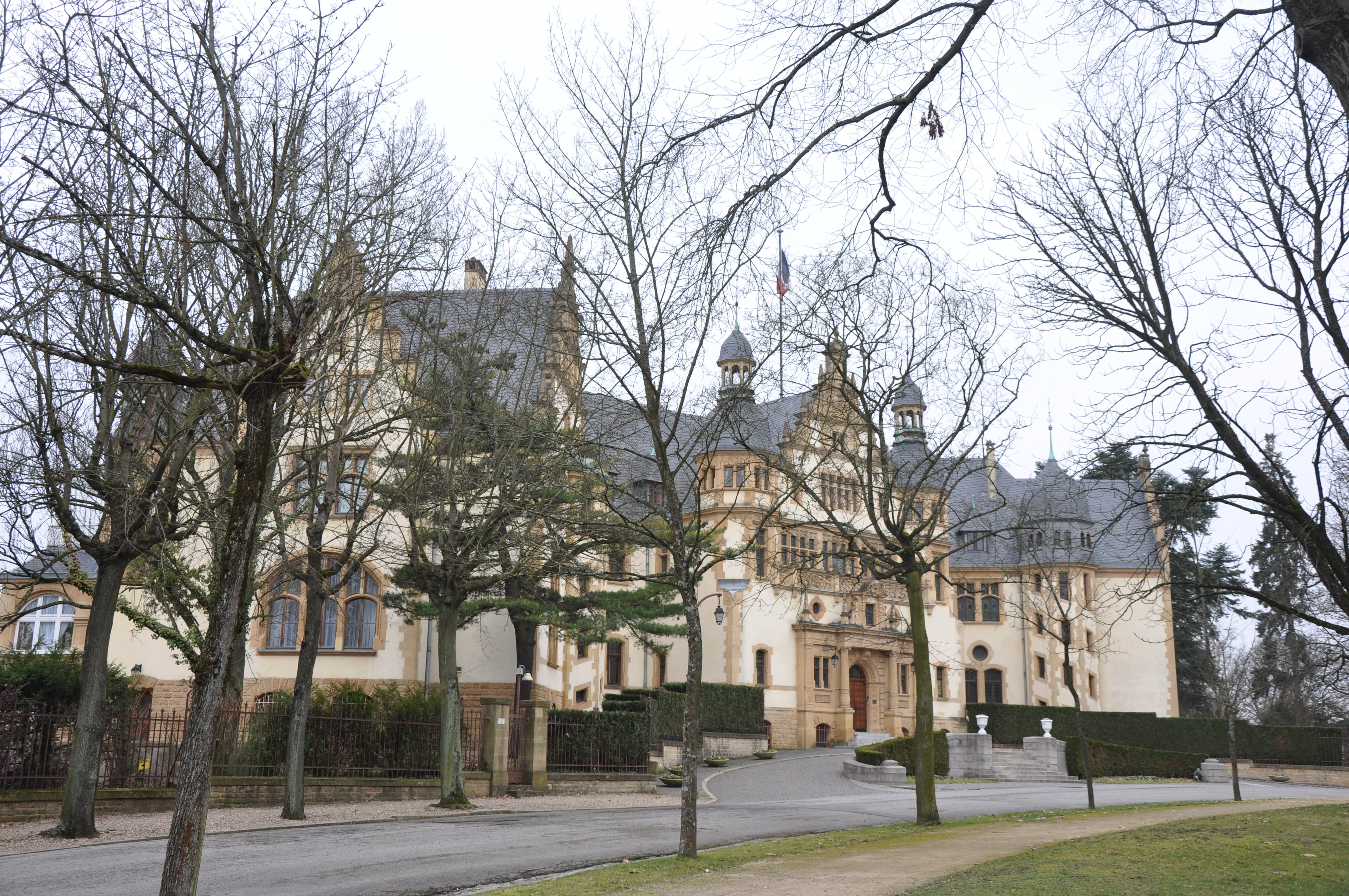
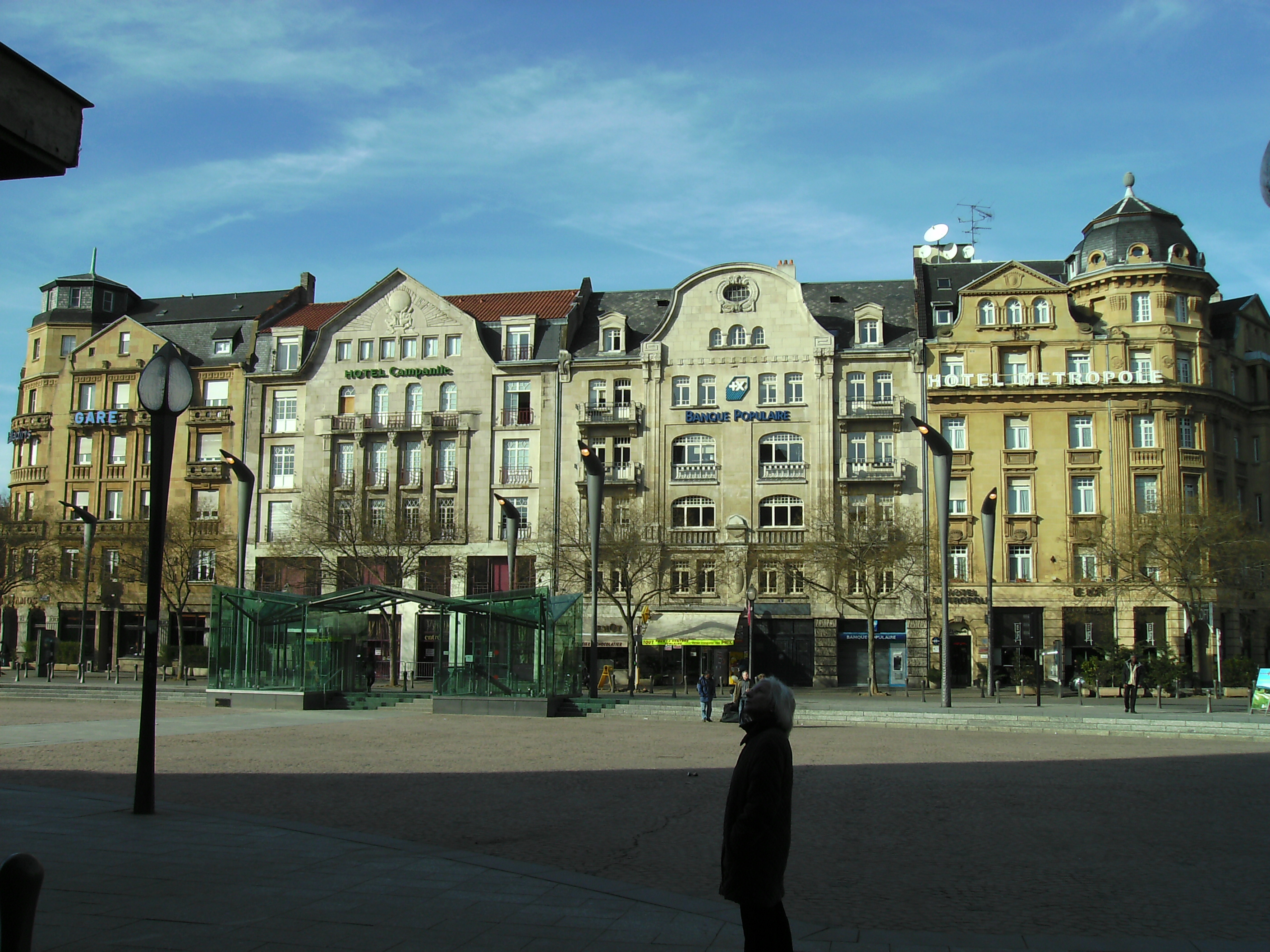
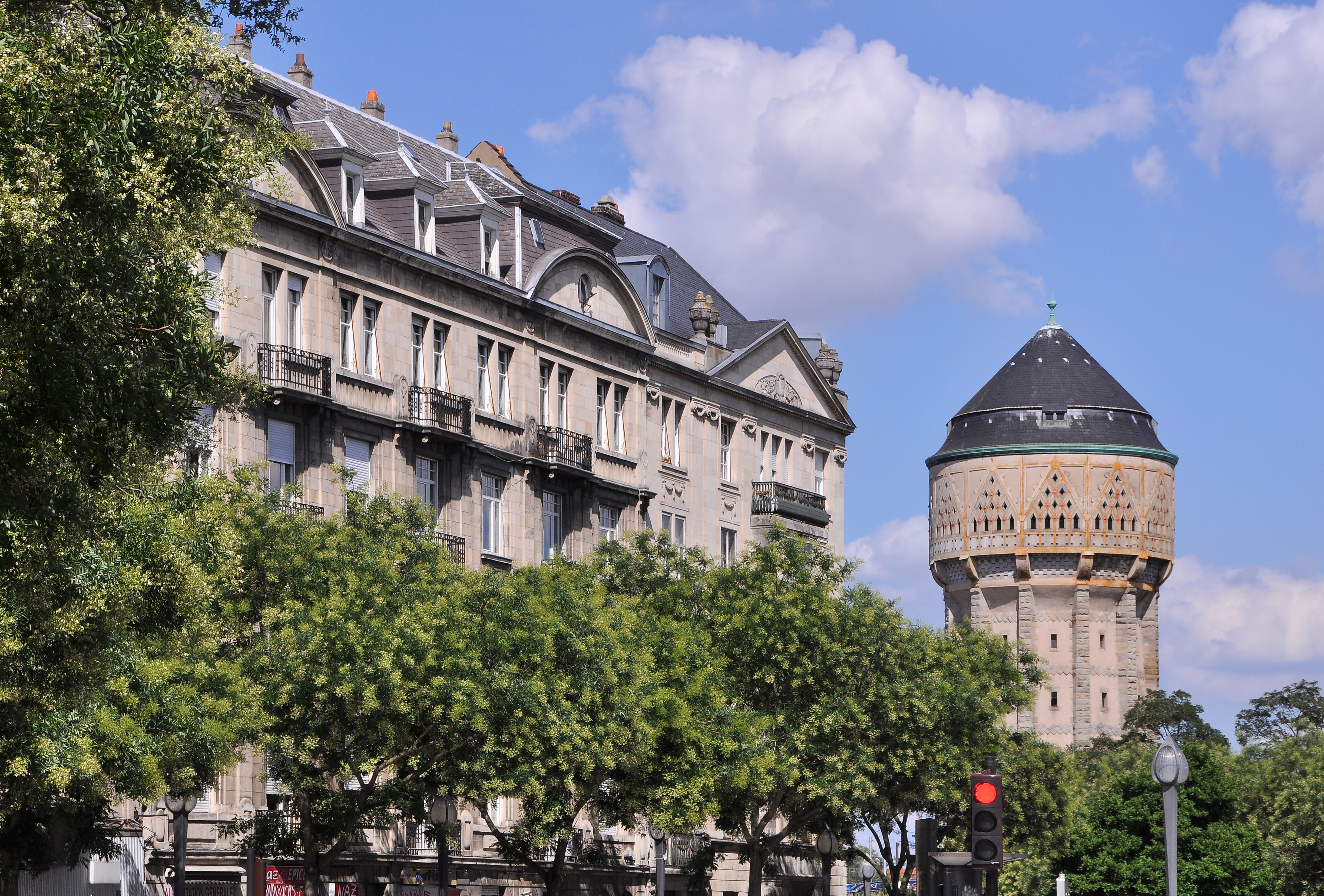